# 鈴木洋史
鈴木 洋史（すずき ひろふみ：1967年12月10日）はSAPジャパン代表取締役社長。

## 概要
群馬県出身。創価大学経済学部卒業後、1990年4月に日本アイ・ビー・エム株式会社へ入社後、主に小売業・製造業向けSCM関連ソリューションの企画・販売・マーケティングを担当し、2000年8月にi2テクノロジーズ・ジャパン株式会社へ入社、アライアンスセールス・エグゼクティブ、セールス・ディレクター等の要職を歴任した。
2006年7月にJDAソフトウェア・ジャパン株式会社へ入社し、営業本部⻑を経て2010年2月より同社代表取締役社⻑に就任。
2012年5月からはJDA Software Inc.のアジアパシフィック地域副社⻑を務め、日本を含むアジアパシフィック地域を統括した。
2013年4月に日本アイ・ビー・エム株式会社へ復帰、理事・スマーター・コマース事業担当として同社の成⻑戦略を指揮。
2015年1月にSAPジャパン株式会社へバイスプレジデント・コンシューマー産業統括本部⻑として入社、2018年1月より常務執行役員インダストリー事業担当に就任。
2020年4月1日に代表取締役社⻑に就任し、SAPジャパンのビジネス全体を統括している。